# Западинці (Красилівська міська громада)
Запади́нці — село в Україні, у Красилівській міській громаді Хмельницького району Хмельницької області. Населення становить 715 осіб (станом на 2023 рік).

## Археологія
На території села виявлено залишки трипільської та черняхівської культури (урочище «Царина»). Біля Западинець — чотири кургани, один з яких 1843 року розкопано скарбошукачами. Знайдено червоноглиняний посуд, кістки оленя, крем'яні шліфовані сокири. У 1868 році проводились розкопки кургану і знайдено скарб, у складі якого було 28 талерів (великі старовинні срібні монети, які вперше почали карбувати в Чехії у кінці 16 століття), 12 срібних монет 17 століття, два срібні персні і дві сережки. Відомі знахідки курганів — бронзові кельти — це різновиди бронзової сокири та мотики з втулкою на місці обуха.

## Історія

### Річ Посполита
У селі знаходиться багато западистих ям, від яких, за місцевим поясненням, село отримало таку назву — Западинці. За походженням — село дуже давнє. Вперше воно як село, що входило у склад Кузьминської волості князя Костянтина Острозького, згадується в акті від 9 вересня 1517 року, в якому король Сигізмунд І підтверджує передачу міста Красилова і Кузьминської волості (а село входило у її склад) польському королю Костянтину Івановичу Острозькому. А до того воно входило до складу Кременецького замку короля Олександра. Після смерті  князя Острозького село перейшло у володіння князів Заславських (про факт передачі згадується у судовому  акті від 20 липня 1546 року). У кінці 16 століття  і аж до 1620 року село знову переходить у володіння князів Острозьких. Після смерті князя Острозького село перейшло у володіння князя Олександра Янушевича Заславського. Пізніше село переходило у володіння князів литовських, воєвод Смоленських, пізніше — знову  польських князів.
У 1589 році цілий кузьминський ключ маєтків Острозьких, а з ним і всі села, що йому належали, були спалені і знищені татарами. У 1593 році Западинці вдруге були спустошені татарами. Про це йдеться у донесенні возних Криштофа Щуки і Станіслава Янковського Луцькому міському суду від 7 грудня 1601 року про огляд ними цих містечок і сіл (село на той час входило до Луцького повіту Красної волості).
Про навалу татарів говорить і такий факт: у 30-х роках ХХ (двадцятого) століття, орючи землю, сільський тракторист провалився у якийсь льох. Спеціальною експедицією було встановлено, що він збудований татарами (з 1672—1699 рік  Поділля знаходилось під владою  турків). Довгий час на березі річки Бужок стояв камінь із написом, зробленим татарською.

### Російська імперія
На початку ХІХ століття село стає одним з найбільших населених пунктів Кузьминської волості. Тут працює 10 вітряних і один водяний млин. Селяни займалися в основному землеробством. Мало хто з них мав пасіку. На той час тут налічувалось 10 таких селянських родин.
В кінці 19 століття в селі знаходилось волосне управління. Працювала школа, цегельня, поштова станція. Перед Першою світовою війною в селі налічувалось 15 магазинів, у яких торгували євреї. В центрі села стояла корчма із заїжджим двором. У 1906 році село Красилівської волості Старокостянтинівського повіту Волинської губернії. Відстань від повітового міста 31 верст, від волості 9. Дворів 338, мешканців 2350.
У праці волинського історика Олександра Цинкаловського «Стара Волинь і Волинське Полісся» — Краєзнавчий словник — від найдавніших часів до 1914 року", який був виданий у 1984 році у Канаді зазначається, що "у 1911 році за переписом населення у селі Западинці проживало 2616 жителів. Була двокласна школа. На території села працювало  чотири крамниці, серед них — горілчана крамниця. Працювало два водяні млини з річним помолом 260 000 пудів зерна. До великої земельної власності належало 155 десятин землі.

### Перша світова війната національні-визвольні змагання
У зв'язку з початком війни, улітку 1914 року все чоловіче населення села Западинці було мобілізоване. З самого початку на фронт було забрано молодь, а пізніше і чоловіків старше 40-ка років. Бої на території села не проходили, тільки іноді через нього проходили війська. Населення, що залишилось, змушене було копати окопи.
Під час революції 1917 року комуністичними активістами було знищено велику старовинну церкву. Село Западинці неодноразово переходило з рук в руки сторін, що воювали у Громадянській війні: його почергово займали війська Червоної армії, держави Скоропадського при підтримці німецьких військ, денікінці, петлюрівці та польські війська. Остаточно у 1920 році тут закріпилась радянська влада. У 1919 році в селі вперше була створена комсомольська організація, яка нараховувала 5 членів.

### Радянський союз
Одним із перших членів ленінської комуністичної партії в селі був Стецюк Степан Микитович. Саме з його ініціативи в червні 1926 року в селі Западинці 29 бідняцьких сімей об'єдналися в перше товариство спільного обробітку землі. Пізніше «сози» об'єдналися у два колгоспи. Умовною межею між ними була шосейна дорога. У 1931 році утворився колгосп імені Ілліча.
У 1930 році в селі запрацювала сільська рада. У 1939-40-х роках колгосп імені Ілліча був записаний до Почесної книги. Головою колгоспу Ілліча на той час був Наральник Дем'ян Маркович. 1939 року колгосп був учасником Всесоюзної сільськогосподарської виставки
Діти колгоспників безкоштовно навчалися у семирічній школі. Особливою популярністю в селі користувався драматичний гурток. Вчителі, жителі села, учні ставили п'єси на різну тематику. Діяла лікарня на 20 ліжок з пологовим відділенням. У селі було багато молоді і кожної неділі проводились різноманітні спортивні змагання: біг, велоспорт, взимку — лижний забіг. У 1941 році відбувся перший випуск учнів 10 класу.

### Друга світова війна
22 червня 1941 року почалась Німецько-радянська війна. В понеділок 23 червня в центрі села зібрався стихійний мітинг. На мітингу виступили голова сільської ради Сентюров та директор школи Попов. Вони закликали зберігати спокій і готуватись до боротьби з окупантами. Із села до першого липня було призвано в армію понад 150 чоловік. А всього за роки війни з села мобілізували понад 450 чоловік. В добровольці записались ще 110 чоловік.
Западинці були зайняті німецькими військами 8 липня 1941 року. Цього дня біля села Баглайки 130 радянських солдатів вступили в нерівний бій з нацистами. Радянські солдати стояли насмерть і майже всі загинули. Сьогодні на тому місці стоїть пам'ятний хрест.
Партійна і комсомольська організації намагались сховати сільських комуністичних активістів. Їхні сім'ї були евакуйовані в Полтавську область.
Загальний порядок на окупованій території спочатку забезпечували військові, а з жовтня 1941 року проведено адміністративно-територіальне формування округу з центром в Антонінах. До його складу входили Антонінський, Красилівський та Базалійський райони. Почали діяти окружний комісаріат та жандармерія. Були створені німецька цивільна, а також місцева допоміжна адміністрація. Так в районі на чолі з головою, а в селі на чолі із старостою.
В перші ж дні було закрито всі навчальні заклади. Була закрита Баглаєцька початкова школа. В її приміщенні гітлерівці розташували пекарню. Западинська школа була розташована в кількох приміщеннях. В приміщенні старшої школи німці відкрили ковбасний цех і пекарню. В іншому приміщенні ще працювала початкова школа, але і її закрили в травні 1942 року. У грудні 1941 року Альфред Розенберг видав спеціальну директиву, згідно якої всі учні, старше четвертого класу, повинні були використовуватись на різних роботах, а не вчитися у школі.
Німці вимагали від призначених ними старост та бургомістрів списки осіб, що прибули на місце проживання після початку війни. Там виявлялись радянські командири та бійці, які потрапили в оточення. Їх затримували, катували і відправляли у табори для військовополонених або розстрілювали. Але було багато випадків, коли жителі села переховували радянських солдатів, а потім споряджали в старий одяг і частина з них добиралась до військових частин, а інша йшла в ліс до партизанів. У самому селі не було партизанського загону, але були люди, які були пов'язані з партизанами. Вони давали їм провізію та друкували агітаційні листівки.
За час війни у Западинцях було спалено 15 будинків. Під час відступу 8 березня 1944 року нацисти вбили 16 мешканців села, яких підозрювали у співпраці з радянськими розвідниками. 14 березня 1944 року село було зайнято радянськими військами.
Колишній орган місцевого самоуправління — Западинська сільська рада.

## Населення

### Мова
Розподіл населення за рідною мовою за даними перепису 2001 року:
| Мова       | Кількість | Відсоток |
| ---------- | --------- | -------- |
| українська | 982       | 98.4 %   |
| польська   | 8         | 0.8 %    |
| російська  | 7         | 0.7 %    |
| румунська  | 1         | 0.1 %    |
| Усього     | 998       | 100 %    |

## Церква
В селі була стара церква, однак невідомо коли і ким побудована. На  вхідних дверях видно дату — 1736 рік. Пізніше на тому місці  була побудована нова кам'яна церква. При церкві було відкрито церковно-приходську школу. На утримання школи кошти збирали з прихожан. Навчалися в цій школі 60 хлопчиків багатих селян. Навчалися і дівчатка, але мало. Щороку школа випускала до  десяти чоловік. Дитина в школі навчалася читати, писати, виконувати арифметичні дії. Бідняки не мали змоги навчати своїх дітей у школі.
У селі була церква святих Первозваних Апостолів Петра і Павла, дерев'яна, мала, на тому ж церковному погості, при кам'яній Свято-Миколаївській церкві. У 1803 році оновлена, а 24 червня1804 року освячена. Алтарем повернена на південь і пофарбована в зелений колір. Церква із залізними водостічними трубами. На ній три куполи, покриті білою жерстю, із залізними золоченими хрестами.
У 1917 році церква була зруйнована.

## Пам'ятки
Біля села розташований Западинський заказник, в якому переважають хвойні насадження. У східній частині заказника зростають здебільшого листяні види дерев.

## Відомі люди
- Кондратюк Порфирій Якович — полковник Армії УНР

У селі народився Курко Олександр Петрович (1913 — 1995) — Герой Радянського Союзу.

## Галерея

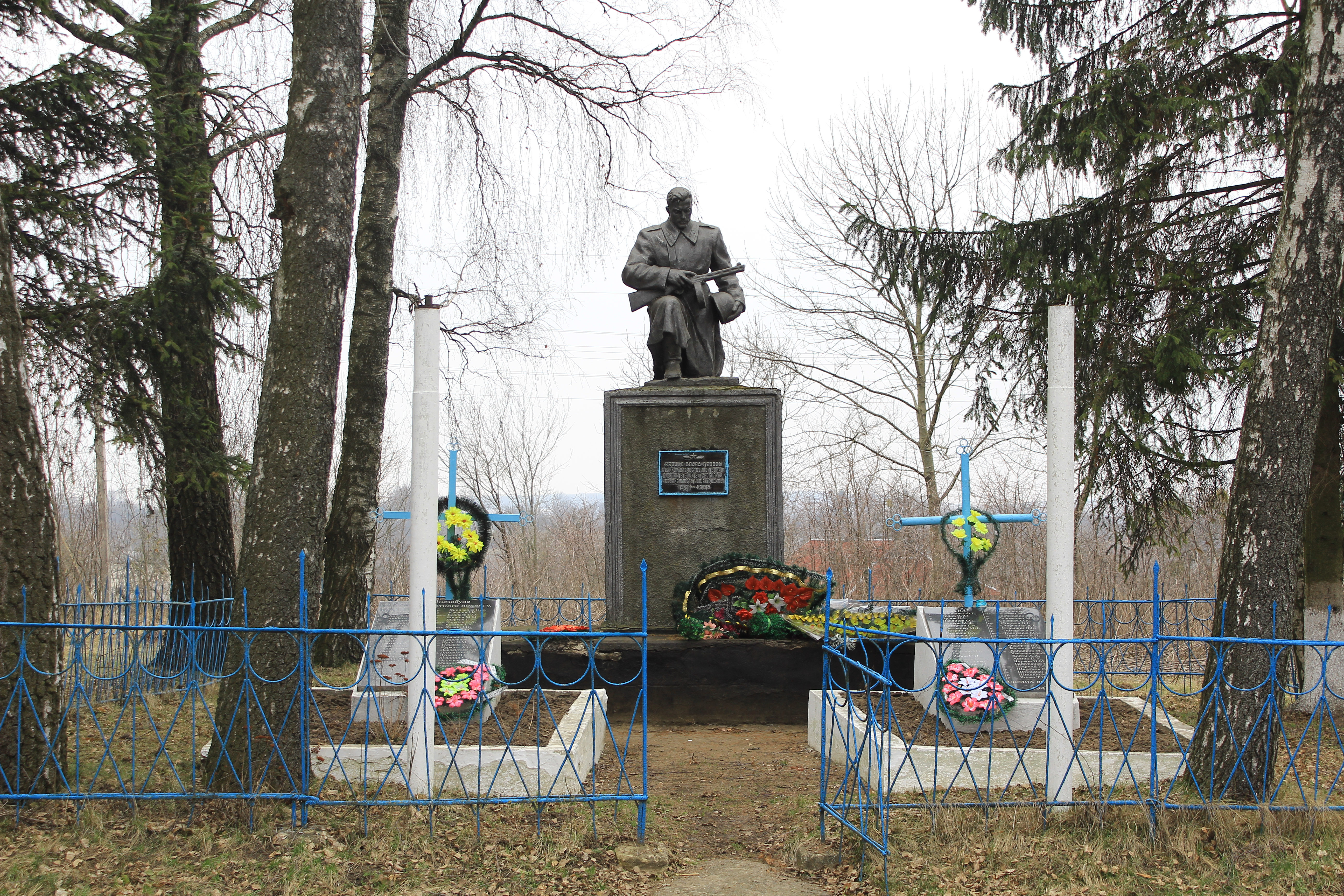
Пам'ятний знак на честь воїнів-односельчан
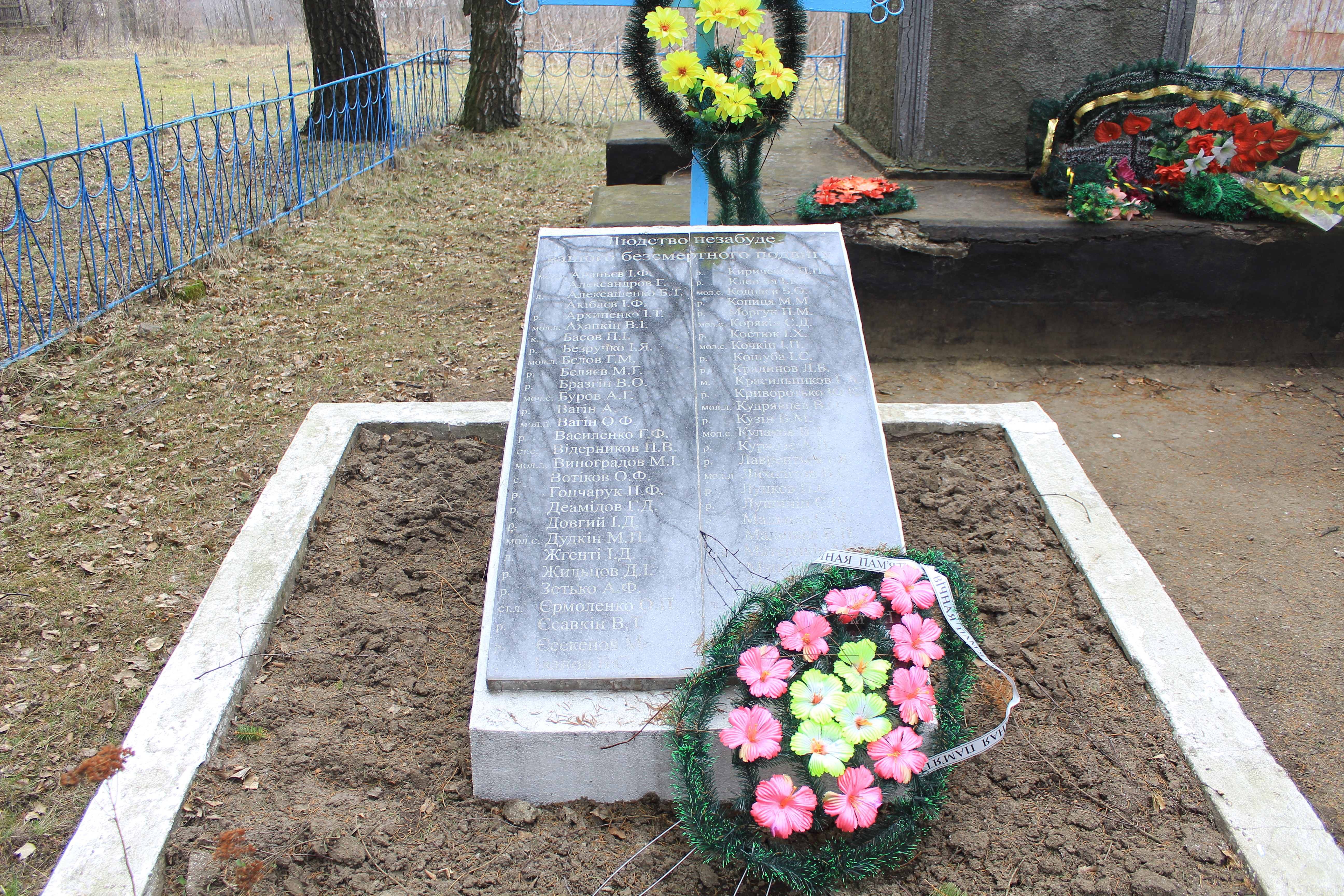
Братська могила радянських воїнів, село Западинці
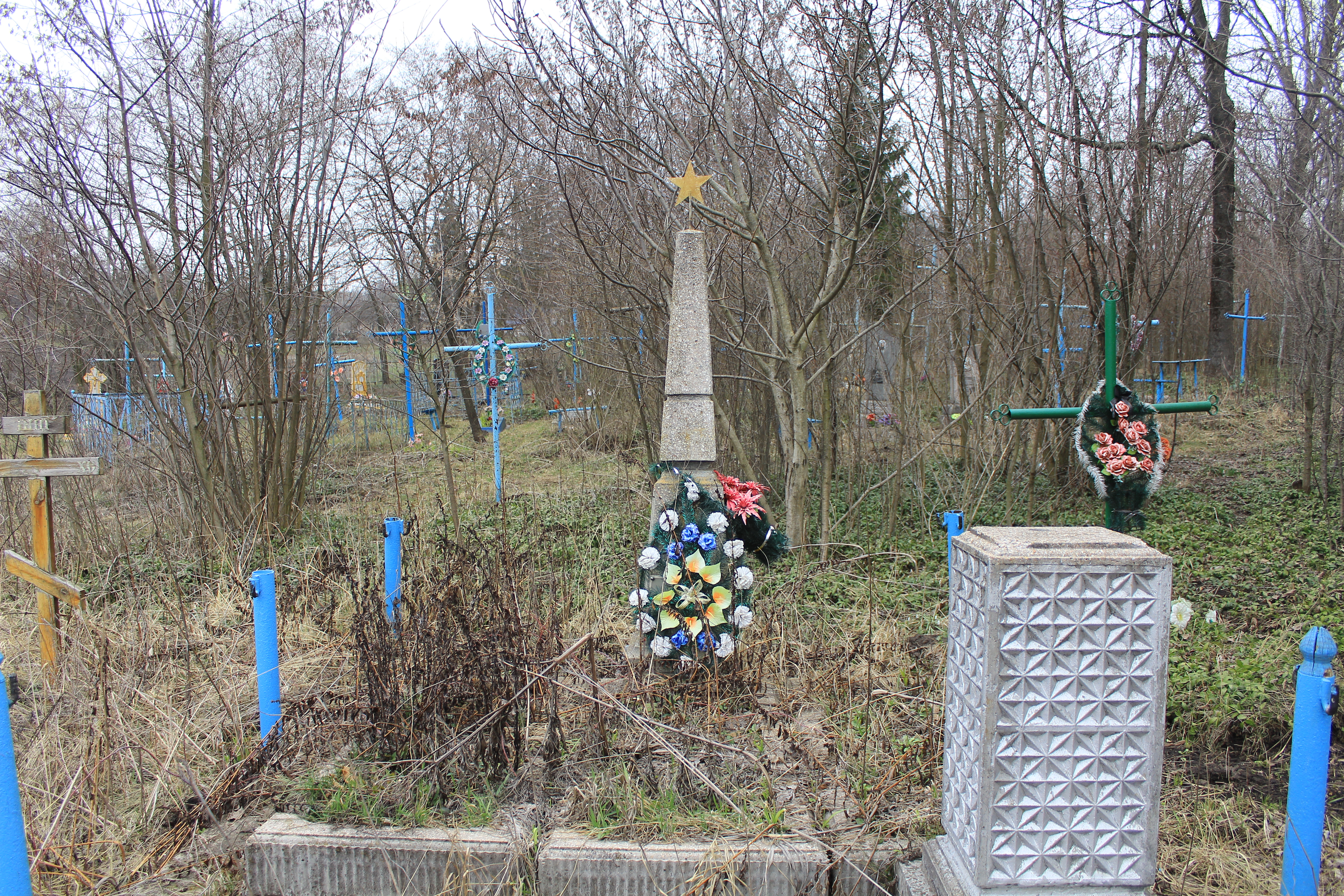
Братська могила радянських воїнів, село Западинці, кладовище